# Surya Siddhanta

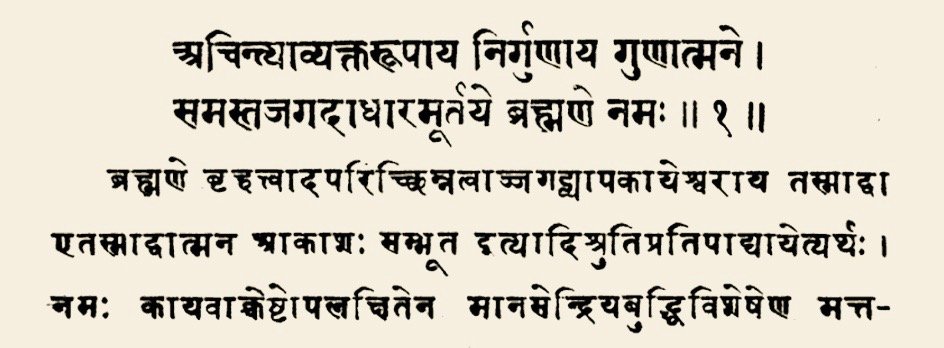
Surya Siddhanta là một văn bản Ấn Độ giáo về thiên văn học vào nửa sau thế kỷ 4 hoặc nửa đầu thế kỷ 5 Hình ảnh phía trên là câu thơ 1.1, thể hiện sự kính trọng đối với Brahma.

Surya Siddhanta là tên của một luận án tiếng Phạn trong nền thiên văn học Ấn Độ có từ cuối thế kỷ 4 hoặc đầu thế kỷ 5. Tác phẩm này tồn tại với nhiều phiên bản khác nhau, được nhắc đến và trích dẫn một cách rộng rãi trong một văn bản vào thế kỷ 6 được viết bởi Varahamihira, và có thể đã được sửa đổi trong nhiều thế kỷ dưới cùng một tiêu đề. Surya có 14 chương. Một bản ghi chép vào thế kỷ 12 của tác phẩm này đã được phiên dịch sang tiếng Anh bởi Burgess vào năm 1860.
Surya Siddhanta mô tả các quy luật để tính toán các chuyển động của một vài hành tinh và Mặt Trăng so với một vài chòm sao, đường kính của một vài hành tinh, đồng thời tác phẩm này cũng tính quỹ đạo của một vài thiên thể. Tác phẩm này xác nhận, theo Markanday và Srivatsava, rằng Trái Đất có hình dạng cầu. Nó đã mô tả rằng Trái Đất như một quả cầu đứng yên, còn Mặt Trời chuyển động xung quanh nó. Tác phẩm này không hề nhắc đến Thiên Vương tinh, Hải Vương tinh và Diêm Vương tinh. Surya đã tính toán đường kính của Trái Đất có độ dài là 8.000 dặm (ngày nay đường kính này được xác nhận có độ dài 7.928 dặm), đường kính của mặt trăng là 2.400 dặm (thực tế là xấp xỉ 2.160 dặm) và khoảng cách giữa Trái Đất và Mặt Trăng là 258.000 dặm (thực tế là xấp xỉ 238.000 dặm). Tác phẩm được biết đến vì một vài những cuộc thảo luận sớm nhất về phân số cơ số sáu mươi và hàm số lượng giác.
Surya Siddhanta là một trong những tác phẩm Ấn Độ giáo có liên quan đến thiên văn học còn tồn tại đến bây giờ. Nó mô tả hệ thống hàm số đã tạo nên những tiên đoán chính xác một cách hợp lý. Đây là tác phẩm có ảnh hưởng đến cách tính lịch Mặt Trời của lịch Ấn Độ giáo, một loại lịch âm-dương.